# (2062) Aton
Pour les articles homonymes, voir Aten et Aton (homonymie).
Cet article possède un paronyme, voir Atton (homonymie).
(2062) Aton (nom international (2062) Aten) est un astéroïde géocroiseur découvert le 7 janvier 1976 par Eleanor Francis Helin à l'observatoire californien du Mont Palomar.
Aton est le premier astéroïde découvert dont le demi-grand axe est inférieur à une unité astronomique. Il a donné son nom au groupe des astéroïdes Aton dont l'orbite partage certaines caractéristiques avec la sienne.

## Dénomination
Sa dénomination fait référence à Aton, dieu égyptien.